# Марија Фјодоровна Зиболд
Марија Фјодоровна Зиболд (Рига, 31. јануар 1849 — Београд, 5. април 1939) била је прва жена лекар у Србији, а вероватно и на Балкану. Осим као лекар, радила је и као надзорница болнице.

## Младост и школовање
Марија Фјодоровна Зиболд родила се у Риги, у протестантској породици балтичких Немаца, 1849. године. Гимназију је завршила у Петрограду, а медицину у Цириху, где се упознала са српским студентима који су тада студирали у Швајцарској, између осталих са Николом Пашићем и Драгом Љочић. Након завршетка студија одлази у Петроград, где започиње приватну лекарску праксу.

## Одлазак на фронт
Када је, 1876. године, почео Први српско-турски рат, Србија је била потпуно неспремна. Војни санитет имао је 19 лекара, 5 лекарских помоћника, 1 апотекара и 4 апотекарска помоћника, док је у грађанској служби био 41 лекара, 5 лекарских помоћника, 25 апотекара и 5 апотекарских помоћника. У помоћ су притекле бројне стране лекарске мисије: руска, енглеска и румунска, како би војни санитет могао да одговори медицинском изазову. Према подацима Руског Црвеног Крста, у Србију је тада стигло 123 руска лекара, 118 милосрдних сестара, 41 медицинар, 70 лекарских помоћника и 4 апотекара.
Међу руским лекарима налазила се и др Марија Фјодоровна Зиболд. Она је, као добровољац, са првом експедицијом Славјанског општества, упућена је у Београд. У Београду је Марија Зиболд, у чину потпоручника, радила у болници коју су, одмах по објави рата, отвориле чланице Београдског женског друштва. Ова болница радила је од 23. јула 1876. до 13. априла 1877. Била је смештена у зграду Треће више гимназије, која се налазила у данашњој улици Краљице Наталије бр. 100, на углу са Добрињском улицом. Како зграда није била условна, ни за школу, а камоли за болницу особље је имало великих проблема око одржавања хигијене и нормалног функционисања. У почетку је шеф болнице био једини мушкарац, хирург др Штајнер (Steiner) из Беча, да би у септембру 1877. на његово место била постављена Марија Зиболд. Осим ње у болници је радила и др Раиса Самуиловна Свјатловска (Раиса Самуиловна Святловска), прва жена која ја завршила медицину на универзитету у Берну. Као помоћнице су радиле Милева Котуровић, наставница у Вишој женској школи, Божена Снећивна и као добровољци бројне чланице Београдског женског друштва, студенти и ученици. Била је веома уважена због свог теоријског и практичног знања.
По затварању болнице, 1877. године, Марија Зиболд упућена је на ратну службу у Румунију и Бугарску, јер је тада и Русија ушла у рат са Турском. Водила је војну болницу у Турн Северину у којој је било преко 300 рањеника.

## Живот у Србији и протеривање из Србије
Након завршетка рата 1878. Марија се вратила у Србију, примила српско поданство (држављанство) и радила у Београду као лекар у војним болницама.
Још на студијама у Цириху Марија се дружила са Николом Пашићем, а то пријатељство је настављено и по Маријином повратку у Србију. Говорило се тада да је одиграла значајну улогу у оснивању Народне радикалне странке. По гушењу Тимочке буне она је широм Србије прикупљала потписе за помиловање страначких првака. Ову петицију лично је уручила краљу Милану Обреновићу који је радикале помиловао, а Марију Фјодоровну Зиболд протерао из Србије. Из Београда она те 1883. године одлази у Пешту, а следеће године у Софију, где се састаје са Пашићем и осталим радикалским емигрантима. Године 1886. на кратко се враћа у Београд, али због исказаног јој неповерења одлази у Цариград, где једно време ради као лекарка у харему султана Абдул Хамида. По напуштању дворске службе кратко време ради као приватни лекар у Каиру. Када су се прилике у Србији промениле и Пашић поново основао Радикалну странку, Марија се 1903. године вратила у Србију.

## Први светски рат
По избијању Првог светског рата пријављује се као добровољац и бива ангажована као лекар у болници Вардарске дивизије. Добија чин мајора српске војске и године 1915. бива постављена за управницу војне болнице у Скопљу. После окупације Скопља Марија Зиболд са болницом прелази у Приштину. Када Бугари заробљавају болницу целокупно особље интернирају у Софију, где Марија ради као лекар 38 месеци.

## Послератни период
По ослобођењу Приштине кратко време ради као општински лекар, а одатле прелази у Београд, где до пензионисања ради као чиновник Министарства за народно здравље.
Марија Фјодоровна Зиболд учествовала је у свим српским ослободилачким ратовима (српско-турском, балканским и Првом светском рату) и дуги низ година несебично радила у разним добротворним организацијама. Произведена је, као прва жена у Србији, у чин српског санитетског мајора. Умрла је у Београду, 5. априла 1939. године, где је и сахрањена уз све војне почасти, као српски официр.

## Борба за женска права у Србији
Марија Фјодоровна Зиболд дала је велики допринос и по питању померања граница женских права у Србији. Заједно са својим колегиницама покренула је борбу да се женама у Србији признају знање и дипломе стечене на студијама. Борбу са српском администрацијом прва је покренула др Раиса Свјатловска, која је почетком октобра 1877. упутила молбу министру унутрашњих дела да јој дозволио да ради као лекар. Већ 7. октобра министар образује комисију која ће одлучити да ли жене са дипломом доктора медицине могу да обављају лекарску праксу у Србији, да би 15. октобра стигао негативан одговор, али их то није обесхрабрило. Неколико недеља касније, 7. новембра, своју молбу шаље и др Марија Зиболд, а одмах затим Раиса шаље нову молбу. То што су обе успешно радиле у болницама није било довољна препорука и гарант њихових знања и способности. Упркос свим препрекама њихова борба није била узалудна. Лекарски одбор је 21. новембра послао министру унутрашњих дела извештај о томе да су 19. новембра испитали Раису Свјатловскају и Марију Зиболд и да „оне имају знање и способности и да им се може дозволити лекарска пракса у Србији”, чиме је завршена прва етапа у борби за права жена. Њихов успех помогао је и првој српској лекарки Драги Љочић да јој, и поред препрека које јој је постављала српска администрација, њене колеге признају стручност и знање. Године 1880. Марија Зиболд и Драга Љочић изабране су за редовне чланове Српског лекарског друштва.